# Geofizika
Geofizika je prirodna znanost koja proučava fizikalna svojstva Zemlje i procese na njoj, a katkad i na drugim planetima. Obuhvaća niz disciplina, koje se mogu svrstati prema tome bave li se čvrstom Zemljom, vodama ili zrakom koji ju okružuje. Prva skupina geofizičkih disciplina usmjerena je na istraživanje polja sile teže i oblika Zemlje (gravimetrija), magnetskoga polja Zemlje (magnetizam Zemlje), potresa i strukture Zemljine unutrašnjosti (seizmologija) te vulkanskih erupcija (vulkanologija). Predmet su proučavanja druge skupine geofizičkih disciplina tekuće vode na tlu i podzemne vode (hidrologija), jezera (limnologija), mora i oceani (oceanografija) te ledenjaci i ledene kape (glaciologija). Treća se skupina geofizičkih disciplina bavi kratkoročnim vremenskim promjenama u nižim slojevima atmosfere (meteorologija), dugoročnim karakteristikama vremenskih prilika u blizini Zemljine površine (klimatologija) te procesima u višim slojevima atmosfere (aeronomija).
Pojedine geofizičke discipline bliske su nekim drugim znanostima. Tako je na primjer gravimetrija srodna geodeziji, seizmologija ima niz dodirnih točaka s geologijom, fizička je oceanografija povezana s kemijskom i biološkom oceanografijom, a klimatologija je često predmet interesa zemljopisa. Tradicionalno se smatra da je geofizika jedna grana primijenjene fizike, to jest da fizičari otkrivaju opće zakonitosti, koje potom geofizičari primjenjuju u istraživanju Zemlje. Takav je odnos doveden u pitanje početkom 1960-ih kada je meteorolog Edward Norton Lorenz utemeljio teoriju determinističkoga kaosa, koja je desetak godina poslije postala predmetom interesa fizičara.

## Objašnjenje
Geofizika je skup metoda mjerenja fizikalnih čimbenika ili parametara radi određivanja globalnih svojstava planeta Zemlje (mjerenja promjena Zemljinog magnetskog i elektromagnetskog polja, registracija i analiza potresnih valova, mjerenje gravitacijskog polja Zemlje radi određivanja Zemljinog geoida, mjerenja telurskih struja i slično).

Za razliku od opće ili znanstvene geofizike predmet primijenjene geofizike je istraživanje geološko-strukturnog sastava podzemlja. Njezine metode se, kao i metode opće geofizike, svode na mjerenja fizikalnih parametara, uključujući i mjerenja promjena umjetno izazvanih fizikalnih pojava pod utjecajem geološke građe podzemlja, te se, sukladno tome, razlikuju pasivne i aktivne geofizičke metode. U prve spadaju gravimetrija i magnetometrija, čiji je predmet istraživanje lokalnih promjena sile teže, odnosno prirodnog magnetskog polja, uzrokovanih strukturno-litološkim promjenama unutar podzemlja. Za razliku od njih, aktivne metode, seizmičke i geoelektrične, proučavaju promjene umjetno izazvanih fizikalnih pojava pod utjecajem geološke građe podzemlja. U oba slučaja odstupanja od takozvanih normalnih vrijednosti, ili anomalije, uzrokuju lokalne promjene u geološkoj građi, koje mogu upućivati na postojanje ležišta mineralnih sirovina.

Sve do dvadesetih godina prošlog stoljeća naftne tvrtke nisu smatrale nužnom primjenu geoloških znanosti u traganju za ugljikovodicima sve dok se geofizičke metode nisu pokazale uspješnim u otkriću novih ležišta nafte. Istraživači su se pritom služili vrlo primitivnom opremom za otkriće anomalnih promjena sile teže, magnetskog polja, električnog otpora i vremena putovanja zvučnih valova u lociranju poglavito strukturnih zamki. Torzijska vaga, koju je konstruirao Loránd Ágoston Eötvös u Mađarskoj, u to je doba bila jedan od najranije upotrebljavanih mjernih instrumenata u istraživanju solnih doma duž obale Meksičkog zaljeva. Prvo takvo ležište otkriveno je 1924. Osim torzione vage, bilo je od 1930. godine u uporabi i njihalo, čije su se oscilacije mijenjale pod utjecajem promjena sile teže, odnosno gustoće stijena. Kasnije je oba spomenuta instrumenta kompletno zamijenio gravimetar, koji mjeri promjene sile teže s pomoću mase ovješene na elastično pero. Prvi je gravimetar konstruiran već 1899., da bi se počeo rabiti tek tridesetih godina prošlog stoljeća. Danas se taj instrument uspješno rabi za mjerenja na moru i iz zrakoplova. Dvadesetih godina prošlog stoljeća počela su se obavljati i magnetometrijska mjerenja primjenom magnetskih vaga i snimanja iz zraka radi određivanja magnetičnih magmatskih i metamorfnih stijena, te time i eliminiranja neperspektivnih područja za dalja istraživanja ugljikovodika.

Primijenjene se geofizičke metode s uspjehom primjenjuju u istraživanju ležišta nafte i plina, kako u određivanju strukturne građe, tako i u određivanju litološkog sastava podzemlja. Magnetometrijske i gravimetrijske metode omogućuju lociranje regionalnih strukturnih tijela i taložnih bazena te određivanje dubine temeljnog gorja na osnovi mjerenja promjena Zemljinog magnetskog ili gravitacijskog polja. Primjena geoelektričnih metoda omogućuje izradu krivulja promjene električnog otpora po dubini te, na temelju njihova izgleda, određivanje dubine zalijeganja i debljine slojeva različitog litološkog sastava. Radi pronalaženja solnih doma, odnosno ležišta ugljikovodika unutar strukturnih zamki, usko vezanih s njihovim stvaranjem, tijekom rane faze primjene seizmičkih metoda upotrebljavane su refrakcijske metode, koje se i danas rabe u kartiranju slojeva velike brzine, kao i u određivanju regionalnih gradijenata brzine širenja seizmičkih valova. Refrakcijska metoda, ili takozvana metoda plitke refrakcije, ima posebnu primjenjuju u istraživanju površinskog sloja male brzine.
Metode primijenjene seizmike svode se na emitiranje kratkotrajnog impulsa sile u podzemlje i analizu promjena izvornog vala pod utjecajem razlika u elastičnim svojstvima pojedinih slojeva na njegovom putu kroz podzemlje. Proteklo vrijeme od iniciranja do registracije potresnog vala omogućuje određivanje dubina do pojedinih slojnih granica i objašnjenje strukturnih odnosa. Zahvaljujući činjenici da odziv podzemlja na širenje potresnih valova ovisi o gustoći i elastičnim svojstvima stijena, na temelju promjena potresnih valova nakon prolaska podzemljem moguće je zaključivati o poroznosti, propusnosti, kompakciji i drugim fizikalnim svojstvima stijena, a pri povoljnim uvjetima i izravno odrediti pojave ugljikovodika. Praktična primjena seizmičkih metoda u istraživanju ugljikovodika skuplja je od ostalih geofizičkih metoda, ali omogućuje izradu mnogo točnijeg i detaljnijeg modela podzemne geološko-strukturne građe. Dobra prodornost i krajnja dubina istraživanja preko 10 kilometara i razlikovanje podzemnih tijela najmanje veličine od nekoliko desetaka metara, uz veoma male troškove u usporedbi s izradom bušotina, učinila je seizmičke metode nezamjenljivim u procesu istraživanja ležišta nafte i plina.

## Povijest
Kako se mnoge pojave i procesi kojima se bave geofizičari mogu opažati, podatci o njima prikupljene su i objašnjavane od davnina. Tako su Aristotel i Strabon smatrali da su vulkanske erupcije i potresi povezani s vrućim podzemnim vjetrovima, koji povremeno izbijaju na površinu. Kineski matematičar, astronom i geograf Zhang Heng (78. – 139.) izumio je prvi seizmoskop. Koncept hidrološkoga ciklusa, prema kojem se voda isparava iz mora, kondenzira u atmosferi, pada na Zemlju u obliku oborine i naposljetku rijekama otječe u more, spominje se u kineskom tekstu iz 3. stoljeća pr. Kr. Od davnina se očitavao vodostaja Nila s vodokaza, a Eratosten iz Kirene je poplave Nila povezao s jakim oborinama opaženima uzvodno. Posejdonije iz Apameje je plimu i oseku (morske mijene) povezao s Mjesečevim mijenama.
Počevši s razdobljem renesanse, znanstvena istraživanja koja se danas uvrštavaju u geofiziku dobila su nov zamah. Širio se običaj grafičkoga prikazivanja prikupljenih podataka: tako je, primjerice, Athanasius Kircher (1664.) objavio prvu kartu globalnih oceanskih struja na osnovi podataka prikupljenih tijekom istraživačkih putovanja. Novost u to doba bila je spoznaja o važnosti što je moguće točnijih mjerenja. Počeli su se intenzivno koristiti neki otprije poznati instrumenti (na primjer kompas), a razvio se i niz novih: termometar (Galileo Galilei, početkom 17. stoljeća), anemometar (Santorio Santorio, 1625.), barometar (Evangelista Torricelli, 1643.), njihalo kao uređaj za mjerenje ubrzanja sile teže (Christiaan Huygens, 1673.), higrometar (Johann Heinrich Lambert, 1774.), mareograf odnosno limnigraf, strujomjer, valomjer, seizmograf (John Milne, 1892.). Podatci prikupljeni mjerenjima unosili su se u zemljopisne karte i prikazivali s pomoću izolinija, krivulja koje spajaju točke s jednakom vrijednošću mjerene veličine. Čini se da je prva bila karta izogona, koju je 1701. načinio Edmond Halley; slijedila je karta izoterma, što ju je 1817. objavio Alexander von Humboldt, a zatim i mnoge druge.
Teorijsko istraživanje fizikalnih pojava i procesa na Zemlji razvija se nakon što je Isaac Newton (1687.) postavio temelje za proučavanje polja sile teže, oblika Zemlje i morskih mijena. Slijedili su ga Ruđer Bošković (1741.) proračunavao je oblik Zemlje, Leonhard Euler (1755.) formulirao je jednadžbe gibanja i kontinuiteta koje, uz neke nadopune, čine i danas osnovu za modeliranje Zemljine hidrosfere i atmosfere, Charles Augustin Coulomb (1785.) utro je put matematičkom modeliranju električnog i magnetskoga polja, pa i onoga Zemljina, Gabriel Lamé (1852.) dao je pak izraze na koje se oslanja modeliranje gibanja u unutrašnjosti Zemlje.
Najprije se smatralo da Zemlja ima oblik rotacijskog elipsoida, da bi se potom došlo do preciznijeg opisa – plohe koja obavija površinu mirnog mora i nastavlja se ispod kontinenata; takva je ploha nazvana geoid (Johann Benedikt Listing, 1873.). Henry Gellibrand (1635.) utvrdio je da je magnetsko polje Zemlje podložno sporim promjenama, takozvanim sekularnim varijacijama, a Carl Friedrich Gauss je oko 200 godina nakon toga pokazao da to magnetsko polje – pa zato i njegove promjene – moraju biti unutarnjeg podrijetla. U drugoj polovici 18. stoljeća francuski hidrolog Pierre Perrault i Edme Mariotte proveli su hidrološka istraživanja u bazenu rijeke Seine, kojima su pokazali da je godišnji iznos mjesne oborine dovoljan da bi se objasnio godišnji protok rijeke; time su opovrgnuli tvrdnje, česte u ono doba, da riječna voda potječe iz podzemnih tokova. Istražujući struje u Bosporu i reproducirajući ih laboratorijskim modelom Luigi Ferdinando Marsigli (1681.) je spoznao da teža (gušća) voda tone i podvlači se pod lakšu (manje gustu) vodu, koja se uzdiže. Dinamičku teoriju morskih mijena, koja je i danas osnova za istraživanje te pojave formulirao je Pierre Simon de Laplace (1775.), Edmond Halley (1686.) opisao je sustav pasatnih vjetrova, a George Hadley (1735.) dao je njihovo objašnjenje. Njemački znanstvenik Heinrich Wilhelm Dove (1828.) pisao je o tropskim olujama kao putujućim poremećajima s vjetrom koji kruži u protusatnom smjeru na sjevernoj polutki, a u satnom smjeru na južnoj polutki. Benjamin Franklin (1751.) dokazao je postojanje električnoga naboja u olujnim oblacima.
Sve do druge polovice 19. stoljeća istraživanja fizikalnih pojava i procesa na Zemlji bila su rijetka. Poticaj razvoju suvremene meteorologije dala je havarija francuskih i britanskih brodova ispred Krimskog poluotoka 1854. kada je prepoznato da se nesreća mogla izbjeći pravodobnim obavještavanjem o približavanju oluje. To je dovelo do uspostave nacionalne meteorološke službe u Francuskoj 1856. te, do objavljivanja prvih suvremenih sinoptičkih karata 1863. Postavljanje telegrafskih kabela na oceansko dno potaknulo je niz oceanografskih istraživanja, koja su kulminirala plovidbom oko svijeta britanske korvete Challenger (1872. – 1876.). To krstarenje, kao i potonje analize i objavljivanje prikupljenih podataka, obilježavaju početak suvremenoga razvoja oceanografije. Približno u to doba i seizmologija je izrasla u zasebnu disciplinu. John Milne osnovao je u Japanu (1880.) prvo seizmološko društvo na svijetu i potaknuo izgradnju mreža seizmografskih postaja. Krajem 19. i početkom 20. stoljeća stvara se niz nacionalnih geofizičkih institucija, a geofizičke discipline uvode se u sveučilišne nastavne programe, utemeljuju se različite međunarodne organizacije. Danas je krovna geofizička organizacija International Union of Geodesy and Geophysics, osnovana 1919., kojoj je Hrvatska pristupila 1992. Značajne su međunarodne organizacije, u koje se geofizičari učlanjuju pojedinačno, i European Geophysical Society te American Geophysical Union. Najznačajniji međunarodni geofizički časopis je Journal of Geophysical Research, kojega sekcije pokrivaju različita područja: prostor oko Zemlje, čvrstu Zemlju, oceane, atmosferu te druge planete.
Razvoj elektronike omogućio je da se mnogi mehanički instrumenti unaprijede te da prikupljeni podatci postanu dostupni istraživačima čim su izvršena mjerenja. Izumom radiosonde 1930-ih ostvaren je preduvjet za rutinska mjerenja u višim slojevima atmosfere, koja su potom nadopunjena mjerenjima sa zrakoplova, raketa i satelita (daljinska istraživanja). Počevši s 1950-ima, satelitska su mjerenja promijenila eksperimentalna istraživanja i u drugim geofizičkim disciplinama: omogućila su određivanje oblika geoida, određivanje pomaka tla koji prethode pojavi potresa, geomagnetska mjerenja na velikoj udaljenosti od Zemljine površine, sinoptička mjerenja temperature jezera, mora i oceana kao i utvrđivanje dimenzija ledenih pokrova.
U 20. stoljeću se i teorijski rad u području geofizike promijenio. Razvoj računala omogućio je numeričko rješavanje parcijalnih diferencijalnih jednadžbi koje opisuju pojedine dijelove Zemljina sustava. Posljedično, moglo se napustiti ograničavajuće pretpostavke, koje su bile nužne pri analitičkom rješavanju, i tako se približiti realističnim simulacijama pojava i procesa na Zemlji.
Seizmološki radovi pokazali su strukturu Zemljine unutrašnjosti, posebno postojanje kore, plašta i jezgre. Andrija Mohorovičić je 1910. pronašao plohu diskontinuiteta što odjeljuje koru od plašta. Seizmologija je, zajedno s vulkanologijom, geomagnetizmom i gravimetrijom, osigurala podatke koji su korišteni pri oblikovanju teorije tektonike ploča sredinom 1960-ih. Približno u isto vrijeme započelo se s predviđanjem vulkanskih erupcija na osnovi praćenja seizmičke aktivnosti koja im prethodi. U okviru fizičke oceanografije veliku su pozornost privukle oceanske struje, pa je tako Henry Melson Stommel 1948. objasnio podrijetlo Golfske struje.

### Geofizika u Hrvatskoj
U Hrvatskoj se neke discipline (vulkanologija, glaciologija) nisu njegovale, a nekima (gravimetrija, hidrologija, limnologija) nisu se bavili geofizičari već znanstvenici srodnih struka, odnosno pojedinci zainteresirani za neki problem. Tako je na primjer u 16. i 17. stoljeću nekoliko hrvatskih autora (Federik Grisogono; Nikola Sagroević; Frane Petrić; Markantun de Dominis) objavilo rasprave o problemu plime i oseke. Geofizički zavod u Zagrebu osnovan je 1861. kao Meteorološki opservatorij Kraljevske velike realke, postupno je proširio svoju djelatnost i osamostalio se 1897. pod nazivom Kraljevski zemaljski zavod za meteorologiju i geodinamiku. Godine 1921. preimenovan je u Geofizički zavod, a 30 godina poslije priključen je Prirodoslovno-matematičkomu fakultetu Sveučilišta u Zagrebu. U početku je bio posvećen znanstvenom i stručnom radu, poslije se angažirao i u organizaciji dodiplomskog, poslijediplomskog i doktorskog studija geofizike. Seizmološka služba u Zagrebu utemeljena je 1985., Institut za oceanografiju i ribarstvo u Splitu (1930.), Hrvatski hidrografski institut u Splitu nasljednik je institucije koja potječe iz 1922., Zavod za istraživanje mora Instituta Ruđer Bošković u Rovinju i Zagrebu nadovezuje se na instituciju uspostavljenu 1891. te Državni hidrometeorološki zavod u Zagrebu (1947). Znanstveni rezultati polučeni tijekom 140 godina sustavnih geofizičkih istraživanja u Hrvatskoj objavljivani su u međunarodnim i domaćim časopisima (danas su to: Geofizika, Geodetski list, Geološki vjesnik, Acta Adriatica, Pomorski zbornik, Hrvatski meteorološki časopis, Geografski glasnik).
Geomagnetska su mjerenja organizirana u Hrvatskoj u nekoliko navrata. Adam Kugler je 1915. i 1916. obavio geomagnetska premjeravanje na 80 mjesta (između pravaca Koprivnica–Zagreb i Vukovar–Županja). Podatke tog i drugih mjerenja Josip Mokrović reducirao je na geomagnetsku epohu 1927.5 i prikazao grafički. Godine 1949. zagrebački su geofizičari (Josip Goldberg; Josip Baturić; Josip Mokrović; Marijan Kasumović) mjerili magnetsku deklinaciju na 62 točke duž istočne jadranske obale.
Na razvoj seizmologije u nas utjecali su jaki potresi. Tako je potres u Zagrebu 1880. potaknuo organiziranje Odbora za opažanje potresnih pojava pri JAZU (danas HAZU). Kada je brigu o istraživanju potresa preuzeo prethodnik današnjega Geofizičkog zavoda u Zagrebu, odnosno njegov ravnatelj Andrija Mohorovičić, počelo se s mikroseizmičkim istraživanjima. Godine 1906. osnovana je seizmografska postaja u Zagrebu. Mohorovičić je postavio temelje zagrebačkoj seizmološkoj školi u okviru koje se nastavilo s istraživanjem Zemljine unutrašnjosti (Stjepan Mohorovičić), izvedene su lokalne zagrebačke hodokrone (J. Mokrović) i razvijen je grafički postupak za lociranje dalekih potresa (Andro Gilić). Novijim istraživanjima obuhvaćena je razdioba ekstremnih vrijednosti parametara potresa (Berislav Makjanić), veza tektonskih pomaka i seizmičnosti, građa Zemljine kore u Hrvatskoj, kvantitativni odnos gibanja tla i magnitude potresa, ocjena seizmičke ugroženosti i opasnosti na teritoriju Hrvatske i tako dalje.
Sustavan razvoj fizičke oceanografije u Hrvatskoj počinje s prvim oceanografskim ekspedicijama što su ih suradnici Sveučilišta u Zagrebu proveli 1913. i 1914. brodom Vila Velebita. Nakon Drugog svjetskog rata uspostavljena je mreža mareografskih postaja (danas tu mrežu čine postaje u Rovinju, Bakru, Zadru, Splitu, Sućuraju i Dubrovniku), započela su obalna mjerenja temperature mora, organizirana krstarenja istraživačkim brodovima, inicirana mjerenja na strujomjernim i valomjernim stanicama (od 1974. tiska se godišnjak Tablice morskih mijena – Jadransko more – istočna obala), a započelo se i s korištenjem satelitskih snimaka. Analizom dobivenih podataka i razvojem odgovarajućih matematičkih modela unaprijeđeno je poznavanje Jadrana.
Razvoj meteorologije u Hrvatskoj izravno je povezan s razvojem mreže meteoroloških postaja. U razvoju primijenjene geofizike znatnu je ulogu odigralo poduzeće Geofizika iz Zagreba (utemeljeno 1951.).